# Tittling
Tittling é um município da Alemanha, situado no distrito de Passau, no estado da Baviera. Tem 20,79 km² de área, e sua população em 2019 foi estimada em 4.241 habitantes.